# Kopaj
Kopaj (ukr. Копай) – osada na Ukrainie, w obwodzie winnickim, w rejonie żmeryńskim. Zlokalizowana jest przy stacji kolejowej Kopaj, położonej na linii Żmerynka - Mohylów Podolski.
Do 2020 w rejonie barskim.